# Les Pierres dans mon jardin
Albums de Anne Sylvestre
Abel, Caïn, mon fils Une sorcière comme les autres
Les Pierres dans mon jardin est un album d'Anne Sylvestre paru dans la maison de production qu'elle a créée,,.

## Historique
Sorti en 1974,, c'est le dixième album d'Anne Sylvestre.

## Titres
Toutes les chansons sont écrites et composées par Anne Sylvestre.
| No  | Titre                        | Durée      |
| --- | ---------------------------- | ---------- |
| 1.  | Les Pierres dans mon jardin  | 3 min 05 s |
| 2.  | Non, tu n'as pas de nom      | 3 min 50 s |
| 3.  | La P'tite Hirondelle         | 2 min 42 s |
| 4.  | Lettre ouverte à Élise       | 3 min 05 s |
| 5.  | Plus personne à Paris        | 2 min 43 s |
| 6.  | Je suis un dinosaure         | 3 min 40 s |
| 7.  | Me v'là                      | 2 min 48 s |
| 8.  | Un mur pour pleurer          | 4 min 12 s |
| 9.  | La Romanée Conti             | 2 min 55 s |
| 10. | Berceuse aux petits vampires | 2 min 27 s |
| 11. | Fausse Sortie                | 2 min 00 s |
| 12. | Les Regrets d'une punaise    | 2 min 30 s |

## Musiciens
- Chef d'orchestre : François Rauber

## Production
- Anne Sylvestre
- Distribution : Disques Barclay[4]